# Шокова терапия (филм, 1973)
Вижте пояснителната страница за други значения на Шокова терапия.
„Шокова терапия“ (на френски: Traitement de choc) е френско-италиански филм от 1973 г. на френския кинорежисьор Ален Жесюа. Главната роля на доктор Дьовилер се изпълнява от френския киноартист Ален Делон. Главната женска роля на Елен Масон се изпълнява от френската киноактриса Ани Жирардо.

## Сюжет
Внимание:  Текстът по-долу разкрива сюжета на произведението (или части от него)!
Елен Масон е на курс за подмладяване в клиника на морския бряг. Чудодейни лекарства, португалски персонал и странни хора. Колкото повече стои там, толкова повече загадки се откриват пред нея. Собственикът на клиниката, доктор Дьовилер използва органи от младежи за своя еликсир на младостта. На Елен ѝ предстои да се бори за собствения си живот, дори с риск самата тя да стане убийца...

## В ролите
| Изпълнител        | Роля                |
| ----------------- | ------------------- |
| Ален Делон        | доктор Дьовилер     |
| Ани Жирардо       | Елен Масон          |
| Мишел Дюшосуа     | доктор Бернар       |
| Робер Ирш         | Жером Савинят       |
| Жан Колетин       | Камий Джованели     |
| Жан-Франсоа Калве | Рене Гасен          |
| Габриел Катан     | Адвокат дьо Боисиер |